# Областная больница имени доктора Ф. П. Гааза
Областная больница имени Ф. П. Гааза (федеральное бюджетное лечебно-профилактическое учреждение «Областная больница имени доктора Ф. П. Гааза Управления Федеральной службы исполнения наказаний России по г. Санкт-Петербургу и Ленинградской области») — одно из крупнейших и старейших учреждений пенитенциарной системы России, находящееся в Санкт-Петербурге.

## История
25 апреля 1874 года — Санкт-Петербургская городская дума утверждает доклад комиссии о постройке городского арестного дома на Александровском плацу.
В 1877 году архитектор Н. Л. Бенуа при участии А. Р. Гешвенда спроектировал Арестный дом — «первый в России дом для заключённых лиц по приговорам мировых судей» (мировые суды рассматривали мелкие гражданские и уголовные дела).
4 января 1881 года — окончание строительства и начало функционирования. 
1897 год — надстроен четвёртый этаж для церкви (архитектор Н. Беккер).
В июле 1918 года в арестном доме была открыта холерная больница для заключенных, которая по окончании холерной эпидемии в сентябре 1918 года была преобразована в эпидемическую больницу Петроградских мест заключения.
5 апреля 1919 года приказом Комиссариата здравоохранения больнице было присвоено имя доктора Ф. П. Гааза, знаменитого врача и филантропа XIX века, директора попечительского тюремного комитета, человека, посвятившего всю свою деятельность облегчению жизни и медицинскому обслуживанию заключённых.
14 марта 1957 года больница превращена в Межобластную и начала оказывать помощь заключённым из других республик и областей страны.
В настоящее время на территории больницы осуществляют деятельность два юридических лица:
- Федеральное казённое лечебно-профилактическое учреждение «Областная больница имени доктора Ф. П. Гааза Федеральной службы исполнения наказаний России по Санкт-Петербургу и Ленинградской области»
- ФКУЗ МСЧ № 78 ФСИН России (Федеральное казённое учреждение здравоохранения медико-санитарная часть № 78 Федеральной службы исполнения наказаний России)

## Деятельность
Учреждение предоставляет медицинскую помощь лицам, отбывающим наказание в виде лишения свободы в учреждениях всех видов режима, а также подозреваемых, обвиняемых, подсудимых и осуждённых, содержащихся в следственных изоляторах.
В последние годы резко увеличилось поступление лиц с социально-значимыми заболеваниями: ВИЧ-инфекцией, туберкулёзом. 12 лечебно-диагностических отделений позволяют оказывать специализированную медицинскую помощь по всем нозологическим формам, а отделения офтальмологическое, нейрохирургическое и челюстно-лицевой хирургии являются единственными в пенитенциарной системе России. Лёгочно-хирургическое отделение — одно из немногих, сохранивших рабочий и кадровый потенциал в настоящее время (второе отделение находится в ФКУ ЛИУ — 7 УФСИН России по Астраханской области (ФКУЗ МСЧ - 30)). Медицинская помощь оказывается в том числе ВИЧ-инфицированным, количество таких больных составляет в среднем 15—20 %. Среди больных хирургического профиля 50—60 % страдают хроническими вирусными гепатитами В и С (из них — около 10 % в стадии умеренной активности).
Адрес учреждения: 191167, Санкт-Петербург, ул. Хохрякова, д. 1.

## В кинематографе
Больница была показана в первом сезоне сериала «Бандитский Петербург».